# 外山千也
外山 千也（とやま せんや、1954年〈昭和29年〉1月30日 - ）は、日本の医師、厚生労働技官、地方公務員。健康局長、南魚沼市副市長を歴任。瑞宝中綬章。

## 来歴
新潟県出身。1979年（昭和54年）3月、自治医科大学医学部医学科を卒業。同年4月、新潟県衛生部医務課非常勤医師として採用され、同年5月から新潟大学医学部附属病院で内科研修医として勤務。その後、新潟県立新発田病院内科研修医、新潟県立小出病院内科医、新潟県環境保健部総務課企画調整係長、新潟県環境保健部総務課副参事、新潟県東京事務所副参事、新潟県柏崎保健所長などを経て、1992年（平成4年）1月、厚生省に入省。
入省後、厚生省大臣官房厚生科学課課長補佐、健康政策局計画課課長補佐、保険局医療課医療指導監査室長、医政局国立病院課長などを歴任。途中、内閣府や防衛省などに出向し、島根県健康福祉部長、防衛庁書記官、防衛庁運用局衛生官、内閣府参事官、国立がんセンター運営局長、防衛省大臣官房衛生監などを務めた。
2010年（平成22年）7月30日、厚生労働省健康局長に就任。2012年（平成24年）9月、辞職。
退官後は公益社団法人地域医療振興協会理事長補佐、同シニアアドバイザー、同常務理事、同古里診療所管理者兼所長、東京ベイ・浦安市川医療センター参与（臨床検査室専従）、市川市リハビリテーション病院病院長、がん研究振興財団専務理事、南魚沼市病院事業管理者補佐などを歴任。
2020年（令和2年）12月14日、南魚沼市副市長に就任。

### 古里診療所管理者兼所長
奥多摩町に所在する古里診療所は、管理者兼同診療所の医師であった皆川俊一の病気によって、2018年（平成30年）11月27日から休診を余儀なくされていた。そんな中、奥多摩町は主要医療機関の早期再開を求める住民の声を受け、2019年（平成31年）3月に条例の一部を改正し、元来の公設民営に代わって指定管理者制度を導入。管理者公募を経て地域医療振興協会が指定管理者に選定された。
2019年（令和元年）9月1日、外山が古里診療所管理者兼所長に就任。同日行われた開設式には河村文夫町長、奥多摩町議会の師岡公伸議長、双葉会診療所の片倉和彦所長が参加した他、就任にあたって外山が「職員一同、チームワークで安心感のある明るい診療所にしていきたい」と抱負を語った。また、外山の就任に伴い、主な診療科が整形外科から総合内科に変更された。

## 年譜
- 1979年（昭和54年）
  - 3月 - 自治医科大学医学部医学科卒業[1]
  - 4月 - 新潟県衛生部医務課非常勤医師[1][3]
  - 5月 - 新潟大学附属病院内科研修医
- 1980年（昭和55年）5月 - 新潟県立新発田病院内科研修医[1][3]
- 1981年（昭和56年）5月 -  新潟県小出病院[1][3]
- 1982年（昭和57年）5月 - 新潟県大島保健所[1]
- 1984年（昭和59年）4月 - 新潟県与板保健所[1]
- 1987年（昭和62年）4月 - 新潟県環境保健部総務課企画調整係長[3]
- 1988年（昭和63年）4月 - 新潟県環境保健部総務課副参事[1][3]
- 1990年（平成2年）4月 - 新潟県東京事務所副参事[1][3]
- 1991年（平成3年）4月 - 新潟県柏崎保健所長[1][3]
- 1992年（平成4年）
  - 1月 - 厚生省入省[1]
  - 1月 - 厚生省大臣官房厚生科学課課長補佐[1][3]
  - 4月 - 厚生省健康政策局計画課課長補佐[1][3]
- 1995年（平成7年）4月 - 島根県健康福祉部次長[1][3]
- 1996年（平成8年）4月 - 島根県健康福祉部長[1][3]
- 1999年（平成11年）8月 - 厚生省保険局医療課医療指導監査室長[1][3]
- 2001年（平成13年）
  - 1月 - 防衛庁書記官[1][3]
  - 1月 - 防衛庁運用局衛生官[1][3]
- 2003年（平成15年）
  - 10月 - 厚生労働省大臣官房付[1]
  - 10月 -（併）内閣府技官（参事官（重点分野担当）（政策統括官（科学技術政策担当）付）[1][3]
- 2005年（平成17年）4月 - 医政局国立病院課長[1][3]
- 2006年（平成18年）9月 - 国立がんセンター運営局長[1][3]
- 2007年（平成19年）8月 - 防衛省大臣官房衛生監[1][3]
- 2010年（平成22年）7月 - 厚生労働省健康局長[2]
- 2012年（平成24年）11月 - 地域医療振興協会理事長補佐[3]
- 2013年（平成25年）4月 - 地域医療振興協会専務執行役員（理事長補佐）[3]
- 2014年（平成26年）7月 - がん研究振興財団専務理事[3]
- 2016年（平成28年）
  - 6月 - 東京ベイ・浦安市川医療センター参与（臨床検査室専従）[5]
  - 7月 - 地域医療振興協会シニアアドバイザー[3]
- 2017年（平成29年）4月 - 市川市リハビリテーション病院長[3]
- 2018年（平成30年）6月 - 地域医療振興協会常務理事[3]
- 2019年（令和元年）9月 - 地域医療振興協会古里診療所管理者兼所長[3]
- 2020年（令和2年）
  - 10月 - 南魚沼市病院事業管理者補佐[3]
  - 12月 - 南魚沼市副市長[6]
- 2025年（令和7年）4月 - 春の叙勲で瑞宝中綬章受章[8]